# Felipe Perrone
Felipe Perrone Rocha (Rio de Janeiro, 27 de fevereiro de 1986) é um jogador de polo aquático brasileiro, naturalizado espanhol.

## Carreira
Perrone representou a Espanha até 2014, quando voltou para a cidadania brasileira para a disputa das Olimpíadas de 2016. No Rio de Janeiro finalizou a competição em oitavo lugar.
Após os Jogos Olímpicos voltou a defender a Espanha, onde ajudou na conquista da medalha de prata no Campeonato Mundial de Gwangju, em 2019.